# رضایت (فیلم)
رضایت (به انگلیسی: Satisfaction) فیلمی محصول سال ۱۹۸۸ و به کارگردانی جوآن فریمن است. در این فیلم بازیگرانی همچون ژاستین بیتمن، لیام نیسون، ترینی آلوارادو، اسکات کوفی، بریتا فیلیپس، جولیا رابرتس، دبی هری، مایکل دی لورنزو و استیو کروپر ایفای نقش کرده‌اند.